# Behind the Front
Behind the Front é o álbum de estreia lançado pelo grupo norte-americana, Black Eyed Peas, em 1998.
A música "Joints & Jam" ficou em #38 lugar na UK Charts paradas de 1998.

## Faixas
1. "Fallin Up" - 5:08
2. "Clap Your Hands" - 4:57
3. "Joints & Jam" - 3:35
4. "Way U Make Me Feel" - 4:19
5. "Movement" - 4:42
6. "Karma" - 4:28
7. "Be Free" - 4:06
8. "Say Goodbye" - 4:01
9. "Duet" - 4:21
10. "Communication" - 5:41
11. "What It Is" - 4:45
12. "¿Que Dices?" - 4:01
13. "A8" - 3:52
14. "Love Don'tWait - 3:35
15. "Head Bobs" - 4:14
16. "Positivity" - 8:06